# Evelyn Fischer (Sängerin)
Evelyn Fischer (* 1964 in Weimar) ist eine deutsche Fernsehmoderatorin und Sängerin. Außerdem unterrichtet sie seit 1992 an der Hochschule für Musik und Theater Leipzig als Professorin für Gesang und Methodik.

## Leben
Als Sängerin singt sie überwiegend deutsche Popmusik mit Jazz-Elementen. Ihr 2008 veröffentlichtes Album heißt Vorwiegend heiter. Das Album Die Gedanken sind frei, auf dem Volkslieder in Pop- und Jazz-Arrangements zu hören sind, verfehlte nur knapp den Einzug in die offiziellen deutschen Media-Control-Charts.
Fischer moderiert außerdem verschiedene Sendungen im deutschen Fernsehen. So war sie von 1997 bis 2021 jeden Donnerstag im Wechsel mit Thomas Bille um 22:05 Uhr im MDR zu sehen. Dort moderierte sie das Kulturmagazin artour.
Ab Juni 2007 war Fischer Moderatorin der ARD-Sendung ttt – titel, thesen, temperamente (zuvor vertrat sie bereits Caren Miosga) und vertrat anschließend Max Moor bis 2021 in der Sendung.
Evelyn Fischer ist mit einem Komponisten verheiratet und Mutter eines Sohnes. Ihre Schwester Kathrin Schirmer (1960–2017) war ebenfalls Sängerin und Moderatorin.

## Ehrungen
Evelyn Fischer gewann 1985 und 1987 den Goldenen Rathausmann beim gleichnamigen Dresdner Festival.

## Diskografie
CDs
- 1997: Another Ordinary Day (Sony)
- 2005: Zurückgekommen – Singles: Zurückgekommen; Nach Hause (Koch Universal Music)
- 2007: Die Gedanken sind frei – Singles: Die Gedanken sind frei; Horch, was kommt von draußen rein; Kuckuck und Jägersmann (Koch Universal Music)
- 2007: Zurückgekommen (Special Edition) – Single: Licht in meinem Fenster (Koch Universal Music)
- 2007: Die Gedanken sind frei (Limited Edition, Koch Universal Music)
- 2008: Vorwiegend heiter – Singles: Vorwiegend heiter; Männer mit Hunden; Dann lief sie los; Was sagen die Sterne (Koch Universal Music)